# Allen Carr

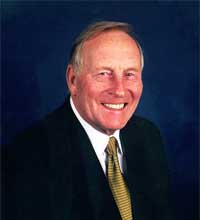
Allen Carr

Allen Carr (* 2. September 1934 in London; † 29. November 2006 bei Málaga) war ein britischer Autor von Büchern zum Thema Lebenshilfe, dessen bekanntestes Werk Endlich Nichtraucher ist. Carr konzipierte Selbsthilfe-Seminare und schrieb in Büchern und Ratgebern seine Erfahrungen nieder.

## Leben
Sein erstes und gleichzeitig erfolgreichstes Werk ist das Buch Endlich Nichtraucher (Originaltitel: Allen Carr's Easyway to stop smoking). In diesem Buch stellt der ehemalige Kettenraucher die durch eigene Erfahrungen entwickelte Easyway-Methode vor, mit der auch langjährige oder starke Raucher in kürzester Zeit mit dem Rauchen aufhören könnten. Er zeigt und beweist mit seiner Methode, dass nicht die körperliche Abhängigkeit vom Nikotin das Problem beim Aufhören darstelle, sondern die Illusion, dass man durch das Rauchen einen Vorteil oder Mehrwert gegenüber einem Nichtraucher habe – dies genau sei allerdings die Illusion/Täuschung oder, wie Allen Carr es nannte, „die Gehirnwäsche zum Thema Rauchen“. Allen Carr beweist zwei grundlegende Dinge: a) dass es einem Raucher beim Rauchen nicht besser, sondern immer nur ein kleines bisschen weniger schlecht ginge und b) dass man keine Willenskraft aufbringen müsse, um etwas nicht zu tun, das man nicht tun möchte. (Raucher nennen es „den Kick“, das kurzfristig „gute Gefühl“).
Fast bis zum Ende der Entwöhnung durch die Lektüre des Buches oder durch den Besuch eines Carr-Seminars solle der Raucher weiterrauchen. Erst am Ende der Lektüre bzw. am Ende des Seminars rühre der Raucher „wie von selbst“ keine weitere Zigarette mehr an, da das „positive brainwashing“ (Carr selbst in seinem Buch), also die mentale Befreiung von emotionalen und psychologischen Assoziationen mit dem Rauchen, dann bereits wirke. Prominente Befürworter der Methode sind unter anderem Anthony Hopkins und Richard Branson.
Carrs Methode sei nach seinen Aussagen auf jede Sucht anwendbar. In Endlich ohne Alkohol bestreitet er die Existenz von Alkoholismus, wie die Gesellschaft ihn sieht (S. 577, 1) und stellt die Behauptung auf, dass die Ursache der Panik, die Alkoholiker beim Verzicht auf Alkohol erleiden, nicht der körperliche Entzug sei (S. 606). Ferner verfasste er einen Ratgeber zur Gewichtsreduzierung.
Ende Juli 2006 wurde bei einer Routineuntersuchung festgestellt, dass Allen Carr an Lungenkrebs erkrankt war. Nach eigener Auskunft hatte er selbst seit über 23 Jahren nicht mehr geraucht. Freunde des Autors führten die Erkrankung vor allem auf die jahrelange Durchführung seiner Entwöhnungskurse zurück, in denen jeweils zu Beginn noch kräftig geraucht werden durfte. „Wenn das der Preis war, den ich zahlen muss, um so vielen Rauchern geholfen zu haben,“ sagte er, „dann zahle ich ihn gerne. Ich bin mir sicher, dass ich bereits vor 20 Jahren gestorben wäre, wenn ich nicht die letzten 23 Jahre als Nichtraucher verbracht hätte. Ich schätze diese Jahre als die wertvollsten meines Lebens ein.“
Am 29. November 2006 verstarb Carr im Alter von 72 Jahren an den Folgen des Lungenkrebses.

## Schriften
- Endlich Nichtraucher! Der einfache Weg, mit dem Rauchen Schluss zu machen. Goldmann-Verlag 1992. ISBN 978-3-442-13664-3 (Easy way to stop smoking)
- Allen Carrs Nichtraucher – Tagebuch. 365 unterstützende Gedanken: Ihr persönlicher Begleiter. Goldmann 2007. ISBN 978-3442166824 (Stop smoking calendar)
- Endlich Nichtraucher – für Frauen. Der einfache Weg, mit dem Rauchen Schluss zu machen. Goldmann-Verlag 2003. ISBN 978-3442165421 (Why women smoke)
- Endlich Nichtraucher – der Ratgeber für Eltern. So bleibt Ihr Kind frei vom Nikotin.
- Für immer Nichtraucher. Der einfache Weg, dauerhaft mit dem Rauchen Schluß zu machen. Goldmann-Verlag 2000. ISBN 978-3442162932 (The only way to stop smoking permanently)
- Endlich ohne Alkohol. Der einfache Weg mit Allen Carrs Erfolgsmethode. Goldmann 2002. ISBN 978-3442165032 (Easy way to control alcohol)
- Endlich Nichtraucher für Lesemuffel! Es ist leichter als du denkst, mit dem Rauchen Schluss zu machen. Mosaik bei Goldmann, 2007. ISBN 978-3442169641
- Nie wieder Kater! (No more hangovers)
- Endlich Wunschgewicht! Der einfache Weg, mit Gewichtsproblemen Schluß zu machen. Mosaik 1998. ISBN 978-3442161171. (Easy way to lose weight)
- Endlich fliegen ohne Angst! Der einfache Weg, Flugangst zu überwinden.
- Endlich erfolgreich! Der einfache Weg, sein Glück zu machen. Goldmann 2004. ISBN 978-3442164325 (Easy way to be successful)
- Endlich frei von Sorgen. Der einfache Weg, Vertrauen und Zuversicht zu entwickeln. (The little book of Allen Carr's easy way to stop worrying)